# Apremont (AOC)
Pour les articles homonymes, voir Apremont.
L’apremont, ou vin de Savoie Apremont, est un vin blanc sec de Savoie. Le cru vin de Savoie Apremont est une dénomination géographique au sein de l'appellation d'origine contrôlée vin de Savoie depuis 1973.
C'est le vin de Savoie le plus connu du grand public, des quinze crus de l'appellation vin de Savoie.

## Historique
Les 24 et 25 novembre 1248, la tranche nord du mont Granier s'effondre brutalement, créant une zone d'épandage d'environ 23 km2 : ce terrain sera utilisé à partir du XIVe siècle pour la culture de la vigne, prendra son essor au XVIIIe siècle, et formera la base du terroir de l'apremont.
En 1957, les vins de Savoie sont reconnus VDQS. En 1973, le décret du 4 septembre les classe AOC, avec la possibilité d'adjoindre un nom de cru à la suite du nom de l'appellation pour quinze crus délimités, dont celui d'Apremont.
Basée à Apremont, au cœur du vignoble savoyard,  La Maison de la vigne et du vin fut inaugurée en 2008. C'est un centre d'informations et de dégustation sur les vins de Savoie. De plus, elle est le siège du Comité interprofessionnel des vins de Savoie et du Syndicat Régional des Vins de Savoie

## Situation géographique
La dénomination APREMONT est produite en France, dans la région Auvergne-Rhône-Alpes, plus précisément dans le département de la Savoie, à 10 kilomètres au sud de Chambéry.

### Orographie
Ces contreforts sont pentus et bien drainés, étagés entre 290 et 500 mètres d'altitude.

### Géologie

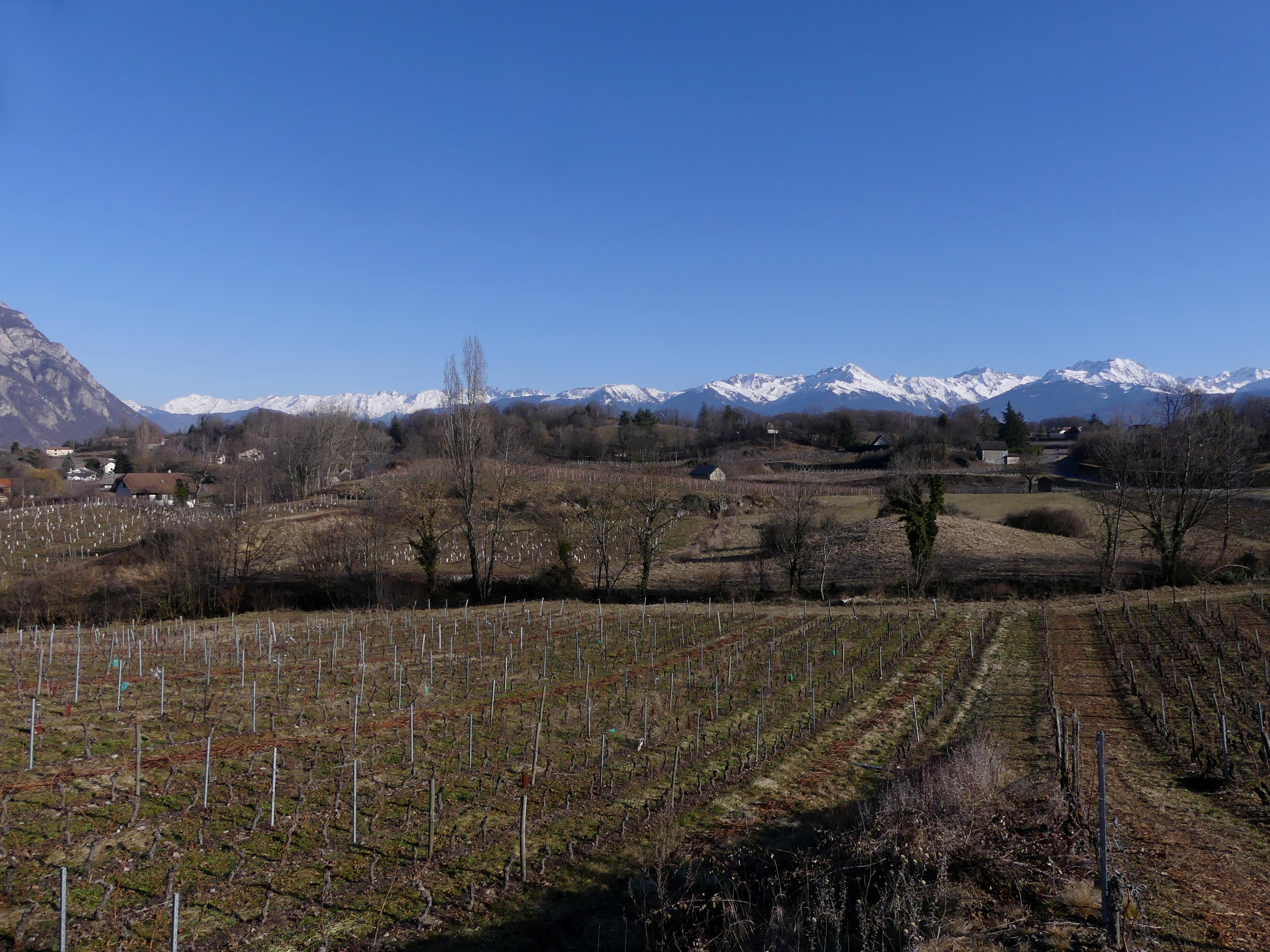
Vignes et « abymes » en hiver.

Au pied du massif de la Chartreuse, le vignoble d’Apremont repose sur des sols à texture marno-calcaires, argilo-calcaires et des moraines glaciaires, appelé les « Abymes de Myans », d'époque Holocène et provenant de la face nord-est du mont Granier.
Une partie de ses matériaux s'est remise en mouvement par glissement sur les marnes du Valanginien,. C'est un terroir de prédilection pour la jacquère.

### Climat
Malgré un climat semi-continental rude et une susceptibilité aux gelées en hiver, les étés sont chauds et les automnes assez ensoleillés, avec des températures tempérées par la présence des lacs ; la vigne est bien exposée et protégée des vents.
La station météo de Chambéry (291 mètres) est la plus proche de l'aire d'appellation. Ses valeurs climatiques de 1961 à 1990 sont : 
| Mois                              | jan. | fév. | mars | avril | mai  | juin | jui. | août | sep. | oct. | nov. | déc. | année |
| --------------------------------- | ---- | ---- | ---- | ----- | ---- | ---- | ---- | ---- | ---- | ---- | ---- | ---- | ----- |
| Température minimale moyenne (°C) | −1,3 | −0,5 | 1,9  | 4,5   | 9    | 12   | 14,2 | 13,8 | 10,7 | 6,8  | 2,1  | −0,3 | 6,1   |
| Température maximale moyenne (°C) | 5,7  | 7,9  | 12,3 | 15,4  | 20,2 | 23,7 | 26,7 | 26,3 | 21,9 | 16,1 | 9,8  | 6,6  | 16,1  |
| Précipitations (mm)               | 93   | 94   | 98   | 87    | 104  | 99   | 86   | 90   | 95   | 89   | 99   | 102  | 1 136 |

## Vignoble

### Présentation

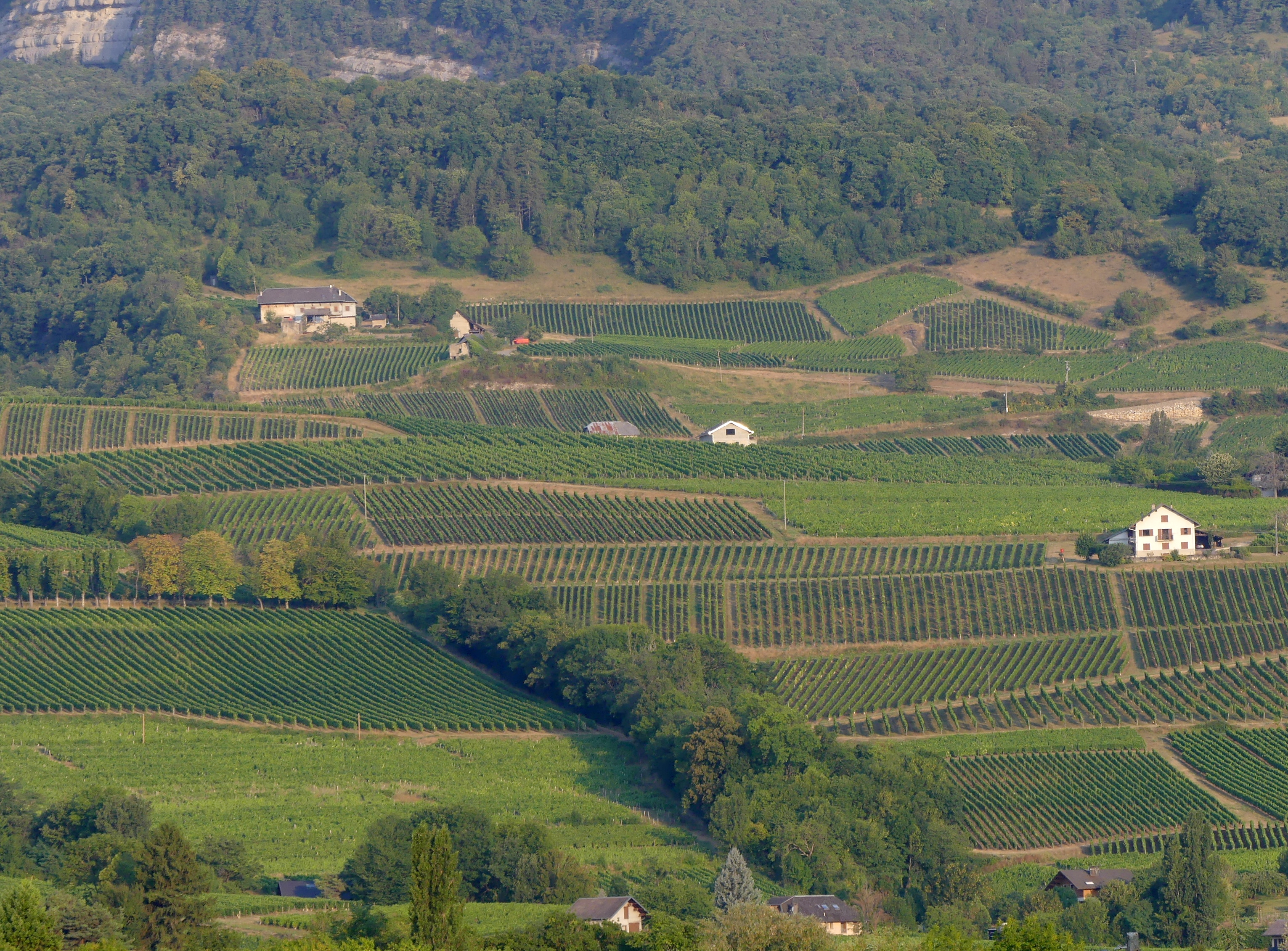
Vignobles sur les côtes d'Apremont.

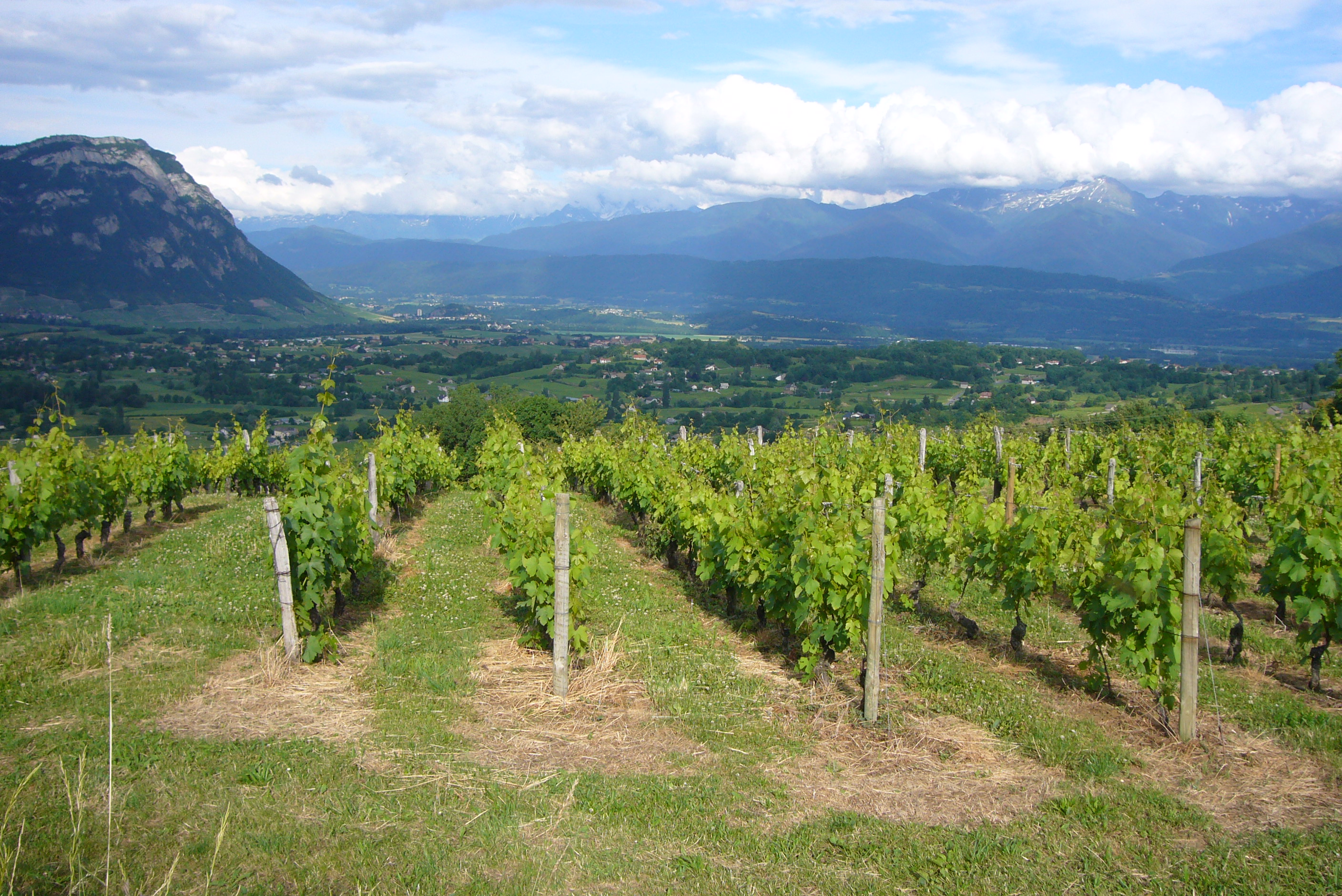
Vignes à Apremont avec vue sur la cluse de Chambéry (juin 2009).

L'aire délimitée du cru Apremont comprend 400 hectares répartis sur trois communes : Apremont (en partie), Les Marches (en partie), et Saint-Baldoph (en totalité).

### Encépagement
L'apremont est exclusivement élaboré à partir de son cépage local traditionnel : la jacquère. Il donne des vins à caractère minéral, d'une grande pureté aromatique et légèrement perlant. Ce vin est à boire de préférence jeune.

### Production
Sa production est d'environ 24 500 hectolitres, pour un rendement d'environ 61 hectolitres par hectare (dans la norme du rendement maximum de 65 hl/ha de l'AOC). C'est la plus grosse production de Savoie avec 28 % des vins blancs (légèrement devant celle de son voisin l'abymes à environ 22 % des vins blancs, les deux totalisant la moitié de la production locale en blanc).

### Méthodes culturales
L'apremont est un vin blanc sec frais et léger, titrant entre 11° et 12° d'alcool. Il est normalement issu de la jacquère, son cépage blanc majoritaire ou exclusif (traditionnel mais non imposé). Il est vinifié en primeur avec une fermentation à basse température, ce qui contribue par son faible taux d'alcool et de sucre à sa légèreté et sa fraîcheur. Considéré comme un vin tranquille, il est souvent élevé sur de « fines lies » qui ajoutent à sa finesse et peuvent en faire un vin discrètement perlant.

## Gastronomie
Sa robe transparente et brillante, très claire et cristalline, est à peine teintée de jaune pâle ou d'or blanc, à reflets argentés ou parfois verdâtres. Il est généralement fruité (arômes de pomme verte ou de poire, d'agrumes (citron, pamplemousse), parfois de pêche blanche, d'ananas), souvent minéral (arômes de pierre à fusil) ou floral (arômes de chèvrefeuille, rose, jasmin, amandes vertes), et d'une acidité sobre. C'est un vin digeste et diurétique.
Il se boit jeune (généralement dans l'année) et se sert idéalement entre 8 et 10 °C. Il accompagne entre autres : l'apéritif (seul ou en blanc-cassis) ; les poissons et fruits de mer (chauds, ou froids à la mayonnaise) ; les spécialités comme la fondue savoyarde, la raclette, la tartiflette, les rösti, la soupe à l'oignon ; les charcuteries de montagne, les plats froids à la mayonnaise (œufs, crustacés) ; et les fromages comme le reblochon ou la tomme de Savoie.

## Liste de producteurs
- Domaine Veyron père et fils
- Domaine Dupraz Jérémy
- Domaine Masson Jean Claude et fils
- Domaine Pin Guillaume
- Domaine Chapot Philippe
- Domaine Betemps Philippe
- Domaine Maréchal Jean-François
- Domaine Mithieux Frédéric
- Domaine Chamiot Romain
- Domaine Tardy
- Domaine Suptil
- Le cellier du Palais - Béatrice Bernard
- Domaine Adrien Dacquin Label Agriculture biologique, Vins Biologiques
- Franck Noiray Viticulteur au lieu-dit Lachat
- Le Vigneron Savoyard, Route du Crozet à Apremont
- Yoan Cavagna, Label Agriculture biologique, Vins biologiques